# Magnencij
Magnencij (latinsko: Flavius Magnus Magnentius), uzurpator Rimskega cesarstva, vladal od 18. januarja 350 do 11. avgusta 353, * 303, Samarobriva (Amiens), Galija, † 11. avgust 353, Mons Seleucus, Galija.
Nekateri viri trdijo, da je bil njegov oče Brit, mati pa Frankinja.

## Življenjepis
Bil je poklicen vojak in poveljnik cesarskih gardijskih enot jovijanov in herkulijanov.  Ko je nezadovoljstvo zaradi obnašanja cesarja Konstansa v armadi doseglo višek, so ga vojaki 18. jauarja 350 v Autunu razglasili za cesarja. Konstansu je ostala zvesta samo peščica pristašev. Kmalu zatem ga je enota lahke konjenice našla pod Pireneji in ubila. 
Magnencij je hitro dobil podporo provinc v Britaniji, Galiji in Hispaniji, delno tudi zato, ker je bil mnogo bolj toleranten tako do kristjanov kot do poganov. Oblast v Italiji in Afriki je vzpostavil s postavitvijo svojih mož na ključne položaje v provincah. 
Leta 350 se je do cesarskega položaja poskušal dokopati Konstansov sorodnik Nepocijan. Magnencij je upor hitro zatrl in hkrati spoznal, da lahko svojo oblast utrdi samo tako, da ustrezno ukrepa proti članom Konstantinske dinastije. 
Samozvani cesar je zato poskušal utrditi svojo oblast na ozemljih, katerim je pred njim vladal Konstans, zato se je iz Galije pomaknil proti Donavi. Razmerje moči se je medtem spremenilo, ker je rimska vojska v Iliriku in Panoniji 1. marca 350 v Mursi za avgusta izvolila poveljnika panonske armade Vetraniona.  Njegov upor sta podprla Konstansova sestra Konstantina, ki je od Vetraniona pričakovala zaščito, in cesar Konstancij II., ki mu je posla celo cesarski diadem.  Konstancij II. je prekinil vojno s Sasanidi v Siriji in se odpravil na zahod, Magnencij pa je medtem zaman poskušal pregovoriti Vetranina, naj prestopi na njegovo stran. Ostareli general je po Konstancijevem prihodu cesarju predal celo vojsko in mu vrnil krono.   
Magnencijeva in Konstancijeva vojska sta se 28. septembra 351 spopadli v bitki pri Mursi Maior blizu sedanjega Osijeka. Magnencij je bil v bitki poražen in se je umaknil v Galijo.  Italijanske province so zaradi njegovega poraza prestopile na Konstancijevo stran in izgnale Magnencijeve garnizije. Sledila je bitka pri Mons Selevku leta 353, v kateri je bil Magnencij ponovno poražen in je po njej naredil samomor. Sledilo je zatiranje upora in lov na Magnencijeve pristaše, v katerem je bil najbolj razvpit primicerius notariorum Pavel Katena.

## Vira
- Cameron, Averil in Peter Garnsey, The Cambridge Ancient History, XIII., Cambridge University Press, 1988.
- Drinkwater, J.F. (2000), The revolt and ethnic origin of the usurper Magnentius (350–53) in The rebellion of Vetranio (350),  Chiron, 30.